# Pesquera
Pesquera – gmina w Hiszpanii, w prowincji Kantabria, w Kantabrii, o powierzchni 8,93 km². W 2011 roku gmina liczyła 71 mieszkańców.